# Jurij Žiga Pogačnik
Jurij Žiga Pogačnik, slovenski filozof in zdravnik, * (1676 ?), Ljubljana, † (?), Celje.
Jurij Žiga Pogačnik dr. phil. in dr. med., ki je živel in deloval v 2. pol. 17. in 1. pol. 18. stoletja, je študiral na Dunaju in v Italiji, ter okoli leta 1700 neznano kje promoviral. Bil je član akademije operozov z imenom »Sollicitus«, najbrž tudi akademije »naturae curiosorumu. Napisal je »Triumphus laudis D. Marci Gerbezii Authoris Chronologiae medicae« (1698) in »De maculis scorbuticis vulgo hepatis dictis« (1707). Sodeloval je tudi pri Brložnikovi »Curationis vernoautumnalis« (1713).